# Auressio
Auressio è una frazione di 71 abitanti del comune svizzero di Onsernone, nel Canton Ticino (distretto di Locarno).

## Storia

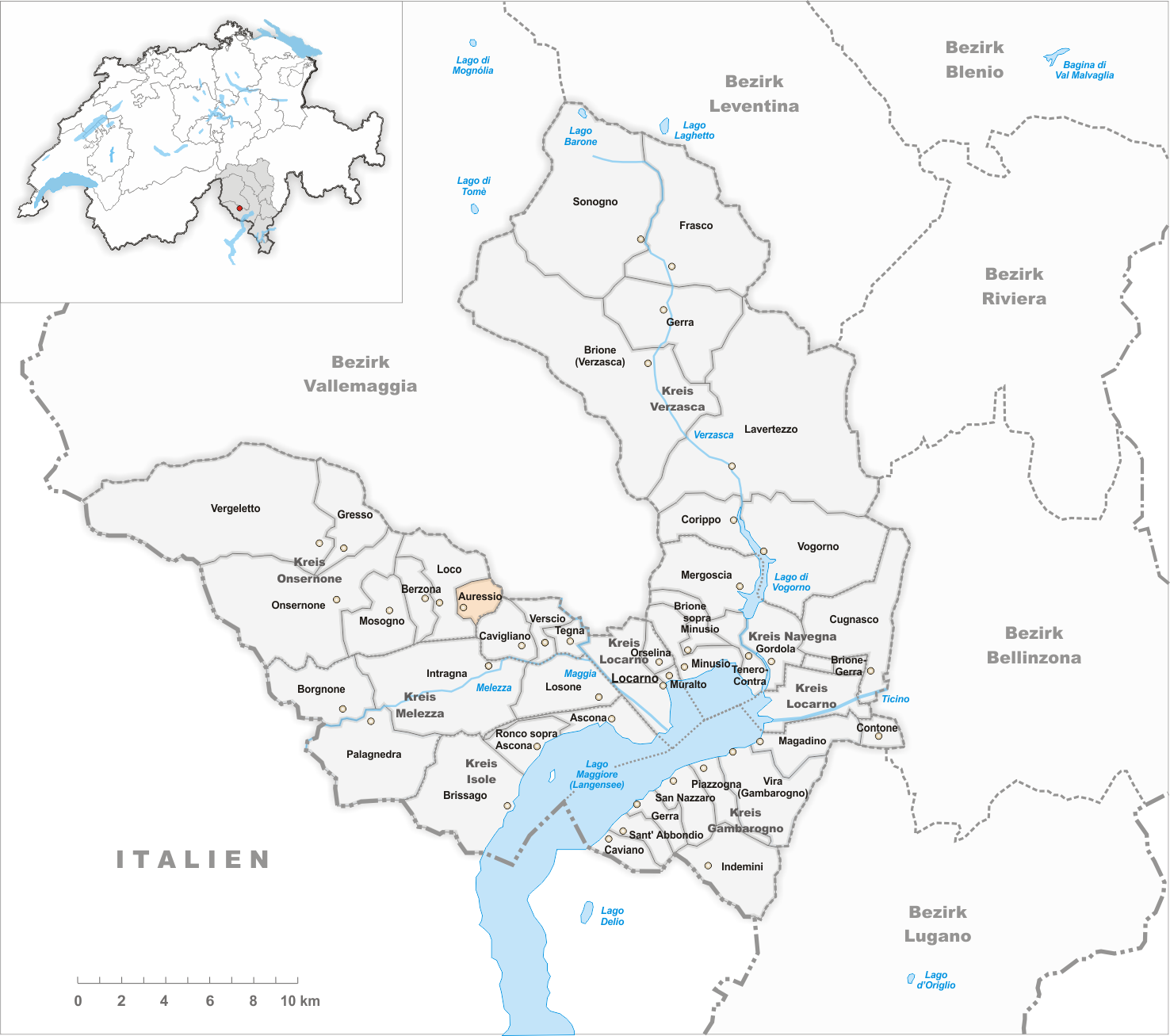
Il territorio del comune di Auressio prima degli accorpamenti comunali del 2001

Già comune autonomo che si estendeva per 2,97 km², nel 2001 è stato accorpato agli altri comuni soppressi di Berzona e Loco per formare il comune di Isorno, il quale a sua volta nel 2016 è stato accorpato al comune di Onsernone assieme agli altri comuni soppressi di Gresso, Mosogno e Vergeletto.
Fino al 1803 Auressio era da considerarsi una comunità delle Terre di Pedemonte: fu la costruzione dell'odierna via cantonale, lungo la sinistra orografica del torrente Isorno, a mettere Auressio in comunicazione diretta con gli altri comuni della valle Onsernone.

## Monumenti e luoghi d'interesse

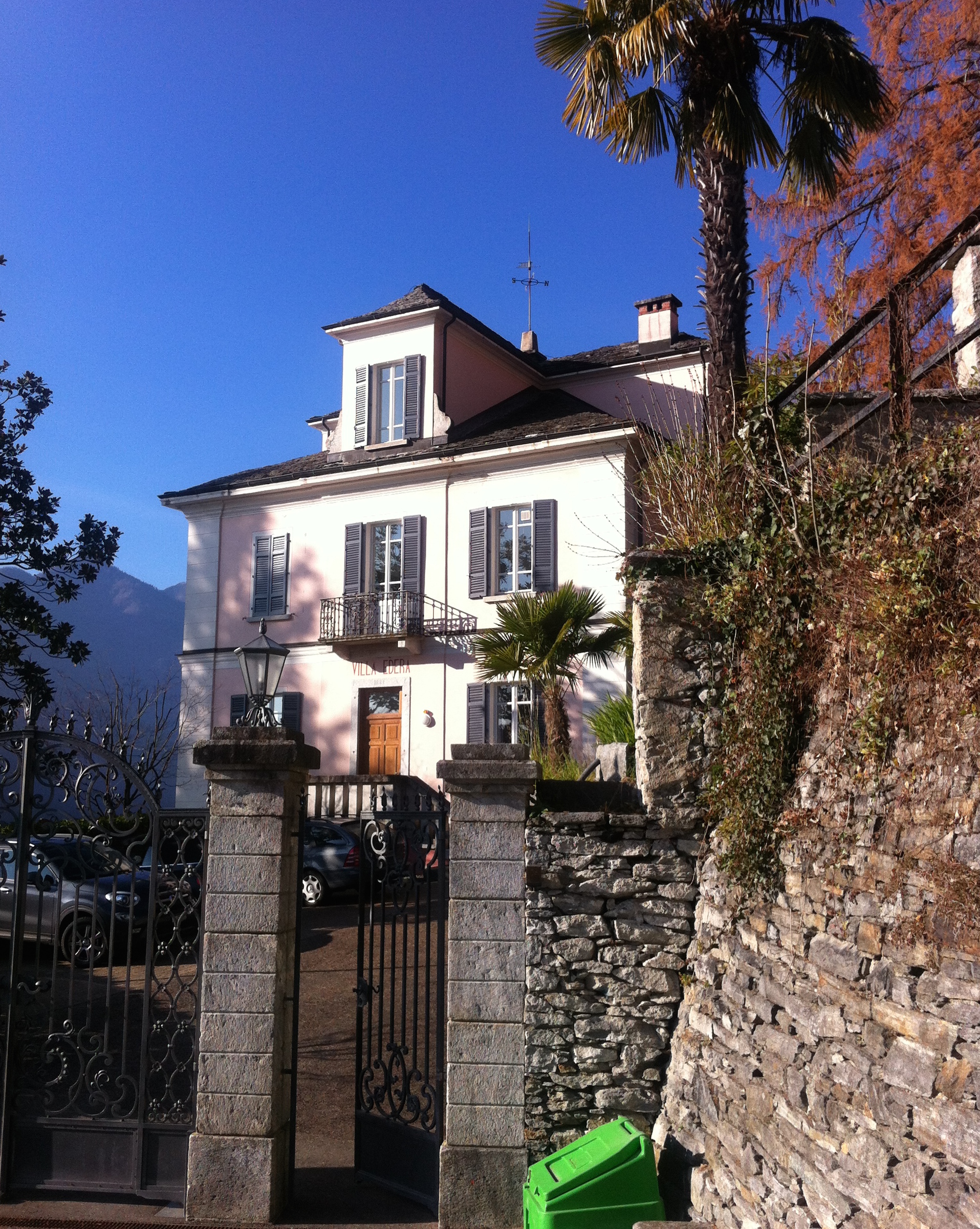
Villa Edera

- Chiesa parrocchiale di Sant'Antonio Abate, consacrata nel 1526[2];
- Oratorio della Beata Vergine delle Grazie, del 1620[senza fonte];
- Villa Edera, del 1887[2].

## Società

### Evoluzione demografica
L'evoluzione demografica è riportata nella seguente tabella:
Abitanti censiti

## Amministrazione
Ogni famiglia originaria del luogo fa parte del comune patriziale di Terre di Pedemonte (non di Onsernone) e ha la responsabilità della manutenzione di ogni bene ricadente all'interno dei confini della frazione.